# Jakob I. (Schottland)

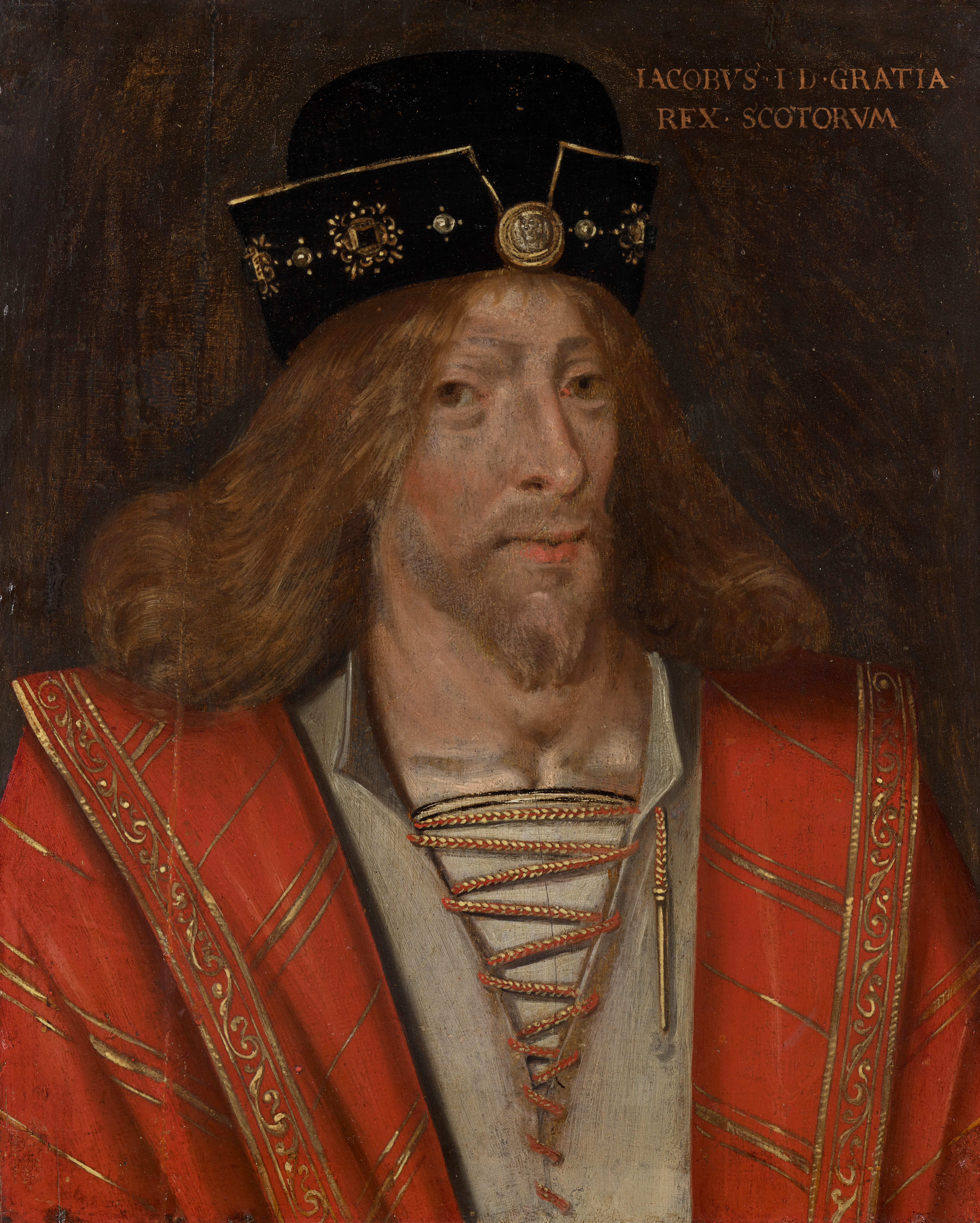
Jakob I. von Schottland,
nicht zeitgenössisches Gemälde nach 1578

Jakob I. (engl. James I; * 25. Juli 1394 im Dunfermline Palace; † 21. Februar 1437 in Perth) war von 1406 bis zu seinem Tod König von Schottland, bis 1424 allerdings nur nominell. Er wurde als dritter Sohn von Robert III. und dessen Ehefrau Annabella Drummond geboren.

## Gefangenschaft
Sein älterer Bruder David Stewart herrschte als Statthalter für seinen gesundheitlich angeschlagenen Vater, wurde dann jedoch 1402 von seinem machtgierigen Onkel Robert Stewart, Duke of Albany, gefangen genommen und verhungerte in seiner Zelle im Falkland Palace. Robert III. schickte seinen einzigen überlebenden Sohn Jakob zur Erziehung nach Frankreich, um ihn dort in Sicherheit zu bringen. Auf dem Weg dorthin überfielen die Engländer jedoch das Schiff, brachten den jungen Kronprinzen als Geisel an den englischen Königshof und forderten ein Lösegeld. Robert III. soll aus Kummer über die Entführung seines Sohnes gestorben sein.
Jakob war zwar ab 1406 der rechtmäßige König Schottlands, saß jedoch am Hof des englischen Königs Heinrich IV. fest. Sein Onkel Robert Stewart, der nach dem Tode Roberts III. zum Statthalter ernannt worden war, ließ sich bei der Bezahlung des Lösegelds sehr viel Zeit. Er erreichte die Freilassung seines Sohnes Murdoch Stewart, der zur gleichen Zeit in Gefangenschaft geraten war, war jedoch nicht an der Rückkehr des Königs interessiert.
Mehr als 18 Jahre lang blieb Jakob im Schloss Windsor ein Gefangener des englischen Königs. Als Königssohn wurde ihm jedoch eine profunde Ausbildung und die Einführung ins höfische Leben gewährt. Dadurch verfügte er über eine gute politische Ausbildung und viel Erfahrung. 1420 wurde das Lösegeld von £40.000 endlich bezahlt. Am 23. April 1421 schlug ihn König Heinrich V. zum Knight of the Bath.

## Regierungszeit
1424 kehrte Jakob nach Schottland zurück, wo er sein Land im Chaos vorfand. Er brachte seine Frau Joan Beaufort mit, die Enkelin des englischen Prinzen John of Gaunt, 1. Duke of Lancaster, eines Sohns Eduards III. und Ratgebers Richards II. von England.
Am 2. oder 21. Mai 1424 wurde Jakob in Scone formell gekrönt. Sofort ging er daran, Autorität und Kontrolle wiederherzustellen. Er ließ die Albany-Familie hinrichten, die sich gegen das Königshaus gestellt hatte. Die Exekution von Murdoch Stewart und zweien seiner Söhne fand am 24. Mai 1425 in Stirling statt. Darüber hinaus gelang es ihm, den Douglas-Clan im Süden und die Lords der Äußeren Hebriden in Schach zu halten.
Er regierte Schottland weiterhin mit starker Hand und setzte zahlreiche finanzielle und rechtliche Reformen durch. Er versuchte, das schottische Parlament nach englischem Vorbild umzugestalten, und erneuerte 1428 die gegen England gerichtete Auld Alliance mit Frankreich. Zu diesem Anlass verlobte er seine Tochter Margaret mit dem französischen Dauphin und wurde dafür als Graf von Saintonge unter die französischen Pairs aufgenommen. Obwohl seine Maßnahmen effektiv waren, schuf er sich viele Feinde.

## Ermordung
Sein Großvater, Robert II., hatte zweimal geheiratet, doch die erste Ehe (aus der Jakob entstammte), galt dreizehn Jahre lang als unrechtmäßig, bis die Trauung wiederholt wurde. Zwischen den Abkömmlingen der ersten Ehe und jenen der (unzweifelhaft legitimen) zweiten Ehe brach ein Konflikt um die Thronfolge aus.
Die Situation eskalierte, als Jakob am 21. Februar 1437 im Dominikanerkloster von Perth einem Mordanschlag der schottischen Adligen unter Walter Stewart und Sir Robert Graham zum Opfer fiel. Jakob hatte versucht, durch die Kanalisation seinen Attentätern zu entkommen. Doch drei Tage zuvor war der Ausgang, der zu einem Jeu-de-Paume-Platz führte, zugemauert worden, da immer wieder Bälle in der Kanalisation verloren gegangen waren. Zwei Tage stak er bis zur Brust in der Kloake, dann fanden ihn die Häscher.
Im März 1437 folgte eine Welle von Hinrichtungen. Unter den Verschwörern, die exekutiert wurden, befanden sich Jakobs Onkel Walter, Earl of Atholl und dessen Enkel Robert, Master of Atholl, die beide von der zweiten Ehe Roberts II. abstammten.

## Familie
Am 2. Februar 1424 heiratete er Joan Beaufort. Aus der Ehe gingen acht Kinder hervor:
- Margaret (* 25. Dezember 1424; † 16. August 1445), ⚭ 1436 Ludwig XI., König von Frankreich
- Isabel († 1494), ⚭ 1441 Franz I., Herzog von der Bretagne (1414–1450)
- Johanna († 16. Oktober 1486) „the mute lady“, ⚭ (1) James Douglas, 3. Earl of Angus († um 1446), ⚭ (2) James Douglas, 1. Earl of Morton († 1493)
- Alexander (* 16. Oktober 1430; † 1430)
- Jakob II., (* 16. Oktober 1430; † 3. August 1460), König von Schottland
- Eleanor (* 1433; † 20. November 1480), ⚭ 1449 Siegmund von Österreich-Tirol (1427–1496)
- Maria († 20. März 1465), Countess of Buchan, ⚭ 1444 Wolfhart VI. von Borsselen († 1487)
- Annabella (* um 1436; † 1509), ⚭ (1) 1447–1458 Ludwig von Savoyen, ⚭ (2) 1460–1471 George Gordon, 2. Earl of Huntly († 1501)

## Sonstiges
Jakob I. war als Dichter bekannt (ihm wird das Liebesgedicht The Kingis Quair von 1424 zugeschrieben), als begabter Musiker (der Leier, Orgel, Flöte und Trommel spielte) und als Sportler. Er wird in der Literaturgeschichte zu den Makars der schottischen Renaissance gezählt.